# یوکیا هامانو
یوکیا هامانو (ژاپنی: 浜野 征哉؛ زادهٔ ۲۸ سپتامبر ۱۹۷۲) یک بازیکن فوتبال اهل ژاپن است.
از باشگاه‌هایی که در آن بازی کرده‌است می‌توان به باشگاه فوتبال جوبیلو ایواتا و باشگاه فوتبال آلبیرکس نیگاتا اشاره کرد.